# Marin Sorescu
Marin Sorescu (ur. 29 lutego 1936 w Bulzești, zm. 8 grudnia 1996 w Bukareszcie) – rumuński poeta, dramaturg, eseista, powieściopisarz. Po upadku komunizmu zaangażował się w działalność polityczną, w rządzie Nicolae Văcăroiu pełnił funkcję ministra kultury (25 listopada 1993 – 5 maja 1995).
Sorescu zadebiutował w 1957 na łamach pisma Viața studențească, w 1964 wydał pierwszy tom wierszy Sigur printre poeți.
Tłumaczył na język rumuński wiersze Borysa Pasternaka.